# Reynaldo Gubbins
Reynaldo Gubbins Granger (*Lima, 1944 – Lima, 30 de marzo de 2000), fue un importante empresario minero peruano. 

## Biografía
Reynaldo Gubbins Granger fue hijo de Reynaldo Gubbins Velarde y la canadiense Carolina Granger. Tuvo 11 hermanos y estuvo casado con Luisa Flórez-Estrada Garland, tuvo 4 hijos Fernando, Luisa, Reynaldo y Cairel.
Hizo sus estudios universitarios en la Universidad del Pacífico.
Dedicado a la dirección de empresas relacionadas con la minería, asumió la Presidencia de la CONFIEP en 1989 en reemplazo del abogado Rafael Villegas Cerro, en momentos particularmente difíciles para la economía durante el primer gobierno de Alan García, abogando por un entendimiento entre los empresarios con el gobierno y los gremios de trabajadores para superar la difícil situación en las postrimerías de la gestión aprista. En 1989, fue considerado por Apoyo como el empresario más influyente del país, una excepción pues durante más de quince años, entre 1983 y 1999, lo fue Dionisio Romero Seminario.
Fue también Presidente de la Sociedad Nacional de Minería, Petróleo y Energía. Fue director de la compañía minera Corona, de la empresa Textil del Valle (en Chincha) y de la compañía RGT Minerales.
Falleció víctima de una penosa enfermedad el viernes 30 de marzo de 2000 en la ciudad de Lima, siendo sus restos sepultados al día siguiente en el Cementerio Jardines de la Paz de La Molina.